# ペトラ・スタジアム
ペトラ・スタジアム(英: Petra Stadium)は、ヨルダンの首都アンマンにある球技専用スタジアムである。

## 概要
収容人数は5,000人。主にサッカーの試合に用いられる。ヨルダンリーグに所属するアル・ジャジーラ・アンマン、アル・アハリ・アンマン、アル・バカアがホームスタジアムとして使用している他、サッカーヨルダン代表がホームスタジアムとして使用することがある。FIFAのサード・ゴールプロジェクトにより、人工芝の競技場として2008年に設立された。
2010年には、AFC U-16女子選手権2011予選グループBの会場として使用された。また、2012年にはAFCカップ2012において、シリア内戦や2011年イエメン騒乱の影響を受けホームスタジアムで試合を開催できないシリアやイエメンのクラブが本スタジアムでホームゲームを開催している。

## 交通アクセス
アンマン国際スタジアムの直ぐ側にある。クィーンアリア国際空港からタクシーで約10分。